# Torneo Apertura 2021 (Paraguay)
El Torneo Apertura 2021 (también llamado Copa de Primera - Tigo - Visión Banco, por motivos de patrocinio comercial) denominado «Centenario del Club Sportivo Luqueño». Fue la centésima vigésima cuarta edición del campeonato oficial de Primera División de la Asociación Paraguaya de Fútbol (APF). Comenzó el 5 de febrero y finalizó el 30 de mayo. 
El Club Libertad se coronó campeón en la penúltima fecha del torneo, a pesar de perder 2 a 1 contra Sol de América, debido a que River Plate venció a su único perseguidor Nacional.

## Sistema de competición
Como en temporadas anteriores, el modo de disputa es el mismo bajo el sistema de todos contra todos con partidos de ida y vuelta, unos como local y otros como visitante en dos rondas de nueve jornadas cada una. Es campeón el equipo que acumula la mayor cantidad de puntos al término de las 18 fechas.
En caso de igualdad de puntos entre dos contendientes se define el título en un partido extra. De existir más de dos en disputa se toman en cuenta los siguientes parámetros:
1. saldo de goles.
2. mayor cantidad de goles marcados.
3. mayor cantidad de goles marcados en condición de visitante.
4. sorteo.

Para determinar el descenso, el último equipo en la tabla de promedios descenderá a la Intermedia y el penúltimo clasificado disputará una promoción con el cuarto clasificado de dicha divisional.

## Equipos participantes

### Localización
La mayoría de los clubes (seis) se concentra en la capital del país. En tanto que tres se encuentran a corta distancia en ciudades del departamento Central. Por último, uno pertenece al departamento de Guairá. Se incluye al estadio Defensores del Chaco, propiedad de la Asociación Paraguaya de Fútbol, debido a su uso frecuente por equipos que optan oficiar ahí como locales.
- Nota: La sede social y administrativa del club Sol de América se halla en Barrio Obrero, Asunción, pero su campo de juego se ubica en Villa Elisa donde hace de local desde 1985.

| Distrito capital/Departamento | Cantidad | Equipos                                                               |
| ----------------------------- | -------- | --------------------------------------------------------------------- |
| Asunción                      | 6        | Cerro Porteño / Olimpia / Guaraní / Libertad / Nacional / River Plate |
| Departamento Central          | 3        | 12 de Octubre (I) / Sol de América / Sportivo Luqueño                 |
| Departamento de Guairá        | 1        | Guaireña FC                                                           |

### Información de equipos
Listado de los equipos que disputarán el primer torneo de la temporada. El número de equipos participantes para esta temporada son de 10.
| Equipo                  | Ciudad      | Estadio                      | Capacidad | Fundación             | Títulos | Subtítulos | Proovedor     | Auspiciante       | C. 2020 |
| ----------------------- | ----------- | ---------------------------- | --------- | --------------------- | ------- | ---------- | ------------- | ----------------- | ------- |
| Olimpia                 | Asunción    | Manuel Ferreira              | 22 000    | 25 de julio de 1902   | 45      | 25         | Meta Sports   | Tigo              | 1°      |
| Guaraní                 | Asunción    | Rogelio Silvino Livieres     | 8 380     | 12 de octubre de 1903 | 11      | 17         | Kyrios        | Tigo              | 2°      |
| Sol de América          | Villa Elisa | Prof. Luis Alfonso Giagni    | 11 000    | 22 de marzo de 1909   | 2       | 12         | Kyrios        | Banco Continental | 3°      |
| Guaireña FC             | Villarrica  | Parque del Guairá            | 12 000    | 28 de marzo de 2016   | —       | —          | Kyrios        | Coopeduc          | 4.º     |
| 12 de Octubre (Itauguá) | Itauguá     | Luis Alberto Salinas Tanasio | 12 000    | 14 de agosto de 1914  | —       | 1          | Lotto         | Grupo Bahía       | 5.º     |
| Cerro Porteño           | Asunción    | General Pablo Rojas          | 45 000    | 1 de octubre de 1912  | 33      | 33         | Puma          | Tigo              | 6°      |
| Nacional                | Asunción    | Arsenio Erico                | 4 434     | 5 de junio de 1904    | 9       | 10         | Kyrios        | Banco Continental | 7°      |
| Libertad                | Asunción    | Dr. Nicolás Leoz             | 10 100    | 30 de julio de 1905   | 20      | 22         | Puma          | Pulp              | 8°      |
| Sportivo Luqueño        | Luque       | Feliciano Cáceres            | 26 974    | 1 de mayo de 1921     | 2       | 4          | Kyrios        | Bristol           | 10°     |
| River Plate             | Asunción    | Jardines del Kelito          | 6 500     | 15 de enero de 1911   | —       | 3          | Saltarín Rojo | Nissan            | 11°     |

### Intercambios de plazas
| Pos  | Descendidos a la División Intermedia             |
| ---- | ------------------------------------------------ |
| 11.° | San Lorenzo (Penúltimo de la tabla de promedios) |
| 12.° | General Díaz (Último de la tabla de promedios)   |

| Pos     | Ascendidos a la Primera División |
| ------- | -------------------------------- |
| No hubo |                                  |

## Clasificación
| Pos. | Equipo                  | Pts. | PJ | G  | E | P  | GF | GC | Dif. |  |
| ---- | ----------------------- | ---- | -- | -- | - | -- | -- | -- | ---- |  |
| 1    | Libertad (C)            | 38   | 18 | 12 | 2 | 4  | 36 | 15 | +21  |  |
| 2    | Olimpia                 | 33   | 18 | 10 | 3 | 5  | 34 | 23 | +11  |  |
| 3    | Nacional                | 30   | 18 | 8  | 6 | 4  | 26 | 19 | +7   |  |
| 4    | Cerro Porteño           | 28   | 18 | 8  | 4 | 6  | 24 | 22 | +2   |  |
| 5    | Guaireña                | 26   | 18 | 6  | 8 | 4  | 20 | 14 | +6   |  |
| 6    | Guaraní                 | 25   | 18 | 7  | 4 | 7  | 24 | 27 | −3   |  |
| 7    | 12 de Octubre (Itauguá) | 22   | 18 | 5  | 7 | 6  | 20 | 25 | −5   |  |
| 8    | Sportivo Luqueño        | 18   | 18 | 5  | 3 | 10 | 19 | 29 | −10  |  |
| 9    | Sol de América          | 14   | 18 | 3  | 5 | 10 | 18 | 28 | −10  |  |
| 10   | River Plate             | 12   | 18 | 2  | 6 | 10 | 13 | 32 | −19  |  |

Actualizado a los partidos jugados el 30 de mayo de 2021.
 Fuente: APF
|  | Clasifica a la fase de grupos de la Copa Libertadores 2022. |

## Evolución de la clasificación
| Equipo \ Jornadas | 01 | 02 | 03 | 04 | 05 | 06 | 07 | 08 | 09 | 10 | 11 | 12 | 13 | 14 | 15 | 16 | 17 | 18 |
| ----------------- | -- | -- | -- | -- | -- | -- | -- | -- | -- | -- | -- | -- | -- | -- | -- | -- | -- | -- |
| 12 de Octubre (I) | 6  | 7  | 9  | 10 | 10 | 10 | 10 | 10 | 9  | 8  | 8  | 8  | 8  | 7  | 7  | 8  | 7  | 7  |
| Nacional          | 5  | 3  | 2  | 5  | 6  | 5  | 1  | 3  | 5  | 5  | 2  | 2  | 3  | 4  | 4  | 2  | 3  | 3  |
| Cerro Porteño     | 1  | 1  | 3  | 3  | 5  | 7  | 6  | 5  | 3  | 4  | 4  | 4  | 4  | 3  | 3  | 3  | 4  | 4  |
| Libertad          | 3  | 6  | 4  | 1  | 1  | 2  | 3  | 1  | 1  | 3  | 1  | 1  | 1  | 1  | 1  | 1  | 1  | 1  |
| Guaraní           | 4  | 2  | 1  | 4  | 3  | 4  | 5  | 7  | 7  | 7  | 6  | 6  | 6  | 6  | 6  | 6  | 6  | 6  |
| Olimpia           | 8  | 5  | 5  | 2  | 2  | 1  | 2  | 4  | 2  | 1  | 3  | 3  | 2  | 2  | 2  | 4  | 2  | 2  |
| Sol de América    | 9  | 10 | 10 | 7  | 9  | 9  | 8  | 9  | 8  | 9  | 9  | 9  | 9  | 9  | 9  | 9  | 9  | 9  |
| Guaireña          | 10 | 9  | 8  | 9  | 4  | 3  | 4  | 2  | 4  | 2  | 5  | 5  | 5  | 5  | 5  | 5  | 5  | 5  |
| Sportivo Luqueño  | 2  | 4  | 6  | 8  | 7  | 6  | 7  | 6  | 6  | 6  | 7  | 7  | 7  | 8  | 8  | 7  | 8  | 8  |
| River Plate       | 7  | 8  | 7  | 6  | 8  | 8  | 9  | 8  | 10 | 10 | 10 | 10 | 10 | 10 | 10 | 10 | 10 | 10 |

Fuente: Tigo Sports.
| 1. 2. |

## Calendario
- Los horarios son correspondientes a la hora local de verano (UTC-3) y horario estándar (UTC-4), Asunción, Paraguay.

### Primera vuelta
| Fecha 1          | Fecha 1   | Fecha 1       | Fecha 1             | Fecha 1      | Fecha 1 |
| Local            | Resultado | Visitante     | Estadio             | Fecha        | Hora    |
| ---------------- | --------- | ------------- | ------------------- | ------------ | ------- |
| Sportivo Luqueño | 3 - 1     | Guaireña FC   | Feliciano Cáceres   | 5 de febrero | 18:30   |
| Guaraní          | 2 - 2     | Nacional      | Rogelio Livieres    | 5 de febrero | 20:45   |
| 12 de Octubre    | 2 - 2     | River Plate   | Luis Salinas        | 6 de febrero | 18:30   |
| Sol de América   | 1 - 3     | Cerro Porteño | Luis Alfonso Giagni | 6 de febrero | 20:45   |
| Olimpia          | 0 - 1     | Libertad      | Manuel Ferreira     | 7 de febrero | 19:00   |

| Fecha 2       | Fecha 2   | Fecha 2          | Fecha 2              | Fecha 2       | Fecha 2 |
| Local         | Resultado | Visitante        | Estadio              | Día           | Hora    |
| ------------- | --------- | ---------------- | -------------------- | ------------- | ------- |
| River Plate   | 1 - 4     | Guaraní          | Jardines del Kelito  | 9 de febrero  | 18:30   |
| Nacional      | 1 - 0     | Sol de América   | Arsenio Erico        | 9 de febrero  | 20:45   |
| Cerro Porteño | 1 - 0     | Sportivo Luqueño | General Pablo Rojas  | 10 de febrero | 18:30   |
| 12 de Octubre | 0 - 2     | Olimpia          | Luis Salinas         | 10 de febrero | 20:45   |
| Guaireña      | 1 - 0     | Libertad         | Defensores del Chaco | 24 de febrero | 19:00   |

| Fecha 3          | Fecha 3   | Fecha 3       | Fecha 3             | Fecha 3       | Fecha 3 |
| Local            | Resultado | Visitante     | Estadio             | Día           | Hora    |
| ---------------- | --------- | ------------- | ------------------- | ------------- | ------- |
| Guaraní          | 2 - 1     | 12 de Octubre | Rogelio Livieres    | 13 de febrero | 20:30   |
| Sportivo Luqueño | 0 - 3     | Nacional      | Feliciano Cáceres   | 14 de febrero | 18:30   |
| Olimpia          | 0 - 0     | Guaireña      | Manuel Ferreira     | 14 de febrero | 20:45   |
| Sol de América   | 1 - 1     | River Plate   | Luis Alfonso Giagni | 15 de febrero | 18:30   |
| Libertad         | 2 - 1     | Cerro Porteño | Dr. Nicolás Leoz    | 15 de febrero | 20:45   |

| Fecha 4       | Fecha 4   | Fecha 4          | Fecha 4             | Fecha 4       | Fecha 4 |
| Local         | Resultado | Visitante        | Estadio             | Día           | Hora    |
| ------------- | --------- | ---------------- | ------------------- | ------------- | ------- |
| River Plate   | 1 - 0     | Sportivo Luqueño | Jardines del Kelito | 19 de febrero | 19:30   |
| 12 de Octubre | 0 - 5     | Sol de América   | Luis Salinas        | 20 de febrero | 18:30   |
| Guaraní       | 0 - 3     | Olimpia          | Rogelio Livieres    | 20 de febrero | 20:45   |
| Cerro Porteño | 2 - 2     | Guaireña         | General Pablo Rojas | 21 de febrero | 18:30   |
| Nacional      | 0 - 3     | Libertad         | Arsenio Erico       | 21 de febrero | 20:45   |

| Fecha 5          | Fecha 5   | Fecha 5       | Fecha 5             | Fecha 5       | Fecha 5 |
| Local            | Resultado | Visitante     | Estadio             | Día           | Hora    |
| ---------------- | --------- | ------------- | ------------------- | ------------- | ------- |
| Sportivo Luqueño | 1 - 0     | 12 de Octubre | Feliciano Cáceres   | 26 de febrero | 19:30   |
| Sol de América   | 1 - 3     | Guaraní       | Luis Alfonso Giagni | 27 de febrero | 19:30   |
| Olimpia          | 2 - 0     | Cerro Porteño | Manuel Ferreira     | 28 de febrero | 18:30   |
| Guaireña         | 1 - 0     | Nacional      | Luis Alfonso Giagni | 1 de marzo    | 18:30   |
| Libertad         | 2 - 1     | River Plate   | Dr. Nicolás Leoz    | 1 de marzo    | 20:45   |

| Fecha 6        | Fecha 6   | Fecha 6          | Fecha 6             | Fecha 6    | Fecha 6 |
| Local          | Resultado | Visitante        | Estadio             | Día        | Hora    |
| -------------- | --------- | ---------------- | ------------------- | ---------- | ------- |
| River Plate    | 0 - 1     | Guaireña         | Jardines del Kelito | 5 de marzo | 18:15   |
| 12 de Octubre  | 2 - 1     | Libertad         | Luis Salinas        | 5 de marzo | 20:30   |
| Nacional       | 2 - 0     | Cerro Porteño    | Arsenio Erico       | 6 de marzo | 18:15   |
| Sol de América | 0 - 2     | Olimpia          | Luis Alfonso Giagni | 6 de marzo | 20:30   |
| Guaraní        | 0 - 1     | Sportivo Luqueño | Rogelio Livieres    | 7 de marzo | 19:30   |

| Fecha 7          | Fecha 7   | Fecha 7        | Fecha 7             | Fecha 7     | Fecha 7 |
| Local            | Resultado | Visitante      | Estadio             | Día         | Hora    |
| ---------------- | --------- | -------------- | ------------------- | ----------- | ------- |
| Guaireña         | 0 - 0     | 12 de Octubre  | Parque del Guairá   | 9 de marzo  | 18:30   |
| Cerro Porteño    | 3 - 0     | River Plate    | General Pablo Rojas | 9 de marzo  | 20:45   |
| Olimpia          | 1 - 4     | Nacional       | Manuel Ferreira     | 10 de marzo | 18:30   |
| Sportivo Luqueño | 0 - 0     | Sol de América | Feliciano Cáceres   | 10 de marzo | 20:45   |
| Libertad         | 1 - 1     | Guaraní        | Dr. Nicolás Leoz    | 28 de marzo | 19:00   |

| Fecha 8          | Fecha 8   | Fecha 8       | Fecha 8             | Fecha 8     | Fecha 8 |
| Local            | Resultado | Visitante     | Estadio             | Día         | Hora    |
| ---------------- | --------- | ------------- | ------------------- | ----------- | ------- |
| 12 de Octubre    | 0 - 2     | Cerro Porteño | Luis Salinas        | 13 de marzo | 18:30   |
| River Plate      | 0 - 0     | Nacional      | Jardines del Kelito | 13 de marzo | 18:30   |
| Sol de América   | 0 - 2     | Libertad      | Luis Alfonso Giagni | 13 de marzo | 20:45   |
| Guaraní          | 0 - 3     | Guaireña      | Rogelio Livieres    | 14 de marzo | 17:45   |
| Sportivo Luqueño | 4 - 2     | Olimpia       | Feliciano Cáceres   | 14 de marzo | 20:00   |

| Fecha 9       | Fecha 9   | Fecha 9          | Fecha 9             | Fecha 9     | Fecha 9 |
| Local         | Resultado | Visitante        | Estadio             | Día         | Hora    |
| ------------- | --------- | ---------------- | ------------------- | ----------- | ------- |
| Nacional      | 1 - 1     | 12 de Octubre    | Arsenio Erico       | 20 de marzo | 19:00   |
| Cerro Porteño | 2 - 1     | Guaraní          | General Pablo Rojas | 21 de marzo | 18:15   |
| Olimpia       | 5 - 1     | River Plate      | Manuel Ferreira     | 21 de marzo | 20:30   |
| Guaireña      | 2 - 2     | Sol de América   | Parque del Guairá   | 22 de marzo | 18:15   |
| Libertad      | 2 - 0     | Sportivo Luqueño | Dr. Nicolás Leoz    | 22 de marzo | 20:30   |

### Segunda vuelta
| Fecha 10      | Fecha 10  | Fecha 10         | Fecha 10            | Fecha 10   | Fecha 10 |
| Local         | Resultado | Visitante        | Estadio             | Fecha      | Hora     |
| ------------- | --------- | ---------------- | ------------------- | ---------- | -------- |
| River Plate   | 0 - 2     | 12 de Octubre    | Jardines del Kelito | 1 de abril | 18:15    |
| Nacional      | 2 - 0     | Guaraní          | Arsenio Erico       | 1 de abril | 20:30    |
| Guaireña FC   | 3 - 0     | Sportivo Luqueño | Parque del Guairá   | 3 de abril | 18:15    |
| Libertad      | 0 - 1     | Olimpia          | Dr. Nicolás Leoz    | 3 de abril | 20:30    |
| Cerro Porteño | 1 - 0     | Sol de América   | General Pablo Rojas | 4 de abril | 19:00    |

| Fecha 11         | Fecha 11  | Fecha 11      | Fecha 11            | Fecha 11    | Fecha 11 |
| Local            | Resultado | Visitante     | Estadio             | Día         | Hora     |
| ---------------- | --------- | ------------- | ------------------- | ----------- | -------- |
| Sol de América   | 1 - 2     | Nacional      | Luis Alfonso Giagni | 10 de abril | 18:15    |
| Olimpia          | 2 - 2     | 12 de Octubre | Manuel Ferreira     | 10 de abril | 20:30    |
| Sportivo Luqueño | 3 - 3     | Cerro Porteño | Feliciano Cáceres   | 11 de abril | 18:15    |
| Libertad         | 2 - 1     | Guaireña      | Dr. Nicolás Leoz    | 11 de abril | 20:30    |
| Guaraní          | 2 - 0     | River Plate   | Rogelio. Livieres   | 12 de abril | 19:00    |

| Fecha 12      | Fecha 12  | Fecha 12         | Fecha 12            | Fecha 12    | Fecha 12 |
| Local         | Resultado | Visitante        | Estadio             | Día         | Hora     |
| ------------- | --------- | ---------------- | ------------------- | ----------- | -------- |
| Guaireña      | 1 - 2     | Olimpia          | Parque del Guairá   | 16 de abril | 18:00    |
| 12 de Octubre | 1 - 1     | Guaraní          | Luis Salinas        | 16 de abril | 20:15    |
| Nacional      | 1 - 0     | Sportivo Luqueño | Arsenio Erico       | 17 de abril | 17:45    |
| River Plate   | 0 - 2     | Sol de América   | Jardines del Kelito | 17 de abril | 20:00    |
| Cerro Porteño | 0 - 3     | Libertad         | General Pablo Rojas | 18 de abril | 17:45    |

| Fecha 13         | Fecha 13  | Fecha 13      | Fecha 13            | Fecha 13    | Fecha 13 |
| Local            | Resultado | Visitante     | Estadio             | Día         | Hora     |
| ---------------- | --------- | ------------- | ------------------- | ----------- | -------- |
| Sol de América   | 0 - 3     | 12 de Octubre | Luis Alfonso Giagni | 23 de abril | 19:00    |
| Olimpia          | 2 - 1     | Guaraní       | Manuel Ferreira     | 24 de abril | 20:00    |
| Guaireña         | 0 - 1     | Cerro Porteño | Parque del Guairá   | 25 de abril | 17:45    |
| Libertad         | 1 - 1     | Nacional      | Dr. Nicolás Leoz    | 25 de abril | 20:00    |
| Sportivo Luqueño | 2 - 2     | River Plate   | Feliciano Cáceres   | 26 de abril | 18:15    |

| Fecha 14      | Fecha 14  | Fecha 14         | Fecha 14            | Fecha 14    | Fecha 14 |
| Local         | Resultado | Visitante        | Estadio             | Día         | Hora     |
| ------------- | --------- | ---------------- | ------------------- | ----------- | -------- |
| Nacional      | 1 - 3     | Guaireña         | Arsenio Erico       | 30 de abril | 18:00    |
| 12 de Octubre | 1 - 0     | Sportivo Luqueño | Luis Salinas        | 30 de abril | 20:15    |
| Cerro Porteño | 2 - 0     | Olimpia          | General Pablo Rojas | 1 de mayo   | 20:00    |
| Guaraní       | 2 - 0     | Sol de América   | Rogelio Livieres    | 2 de mayo   | 17:45    |
| River Plate   | 1 - 3     | Libertad         | Jardines del Kelito | 3 de mayo   | 19:00    |

| Fecha 15         | Fecha 15  | Fecha 15       | Fecha 15            | Fecha 15  | Fecha 15 |
| Local            | Resultado | Visitante      | Estadio             | Día       | Hora     |
| ---------------- | --------- | -------------- | ------------------- | --------- | -------- |
| Sportivo Luqueño | 1 - 2     | Guaraní        | Feliciano Cáceres   | 8 de mayo | 17:45    |
| Cerro Porteño    | 2 - 2     | Nacional       | General Pablo Rojas | 8 de mayo | 20:00    |
| Olimpia          | 3 - 3     | Sol de América | Manuel Ferreira     | 9 de mayo | 17:45    |
| Libertad         | 3 - 1     | 12 de Octubre  | Dr. Nicolás Leoz    | 9 de mayo | 17:45    |
| Guaireña         | 0 - 0     | River Plate    | Parque del Guairá   | 9 de mayo | 20:00    |

| Fecha 16       | Fecha 16  | Fecha 16         | Fecha 16            | Fecha 16   | Fecha 16 |
| Local          | Resultado | Visitante        | Estadio             | Día        | Hora     |
| -------------- | --------- | ---------------- | ------------------- | ---------- | -------- |
| Sol de América | 0 - 2     | Sportivo Luqueño | Luis Alfonso Giagni | 15 de mayo | 17:45    |
| 12 de Octubre  | 1 - 1     | Guaireña         | Luis Salinas        | 15 de mayo | 20:00    |
| River Plate    | 1 - 1     | Cerro Porteño    | Jardines del Kelito | 16 de mayo | 17:45    |
| Guaraní        | 1 - 6     | Libertad         | Rogelio Livieres    | 16 de mayo | 20:00    |
| Nacional       | 2 - 1     | Olimpia          | Arsenio Erico       | 17 de mayo | 18:00    |

| Fecha 17      | Fecha 17  | Fecha 17         | Fecha 17            | Fecha 17   | Fecha 17 |
| Local         | Resultado | Visitante        | Estadio             | Día        | Hora     |
| ------------- | --------- | ---------------- | ------------------- | ---------- | -------- |
| Guaireña      | 0 - 0     | Guaraní          | Parque del Guairá   | 21 de mayo | 19:00    |
| Libertad (C)  | 1 - 2     | Sol de América   | Dr. Nicolás Leoz    | 22 de mayo | 17:45    |
| Cerro Porteño | 0 - 1     | 12 de Octubre    | General Pablo Rojas | 23 de mayo | 08:30    |
| Olimpia       | 4 - 1     | Sportivo Luqueño | Manuel Ferreira     | 23 de mayo | 17:45    |
| Nacional      | 0 - 1     | River Plate      | Arsenio Erico       | 23 de mayo | 20:00    |

| Fecha 18         | Fecha 18  | Fecha 18      | Fecha 18            | Fecha 18   | Fecha 18 |
| Local            | Resultado | Visitante     | Estadio             | Día        | Hora     |
| ---------------- | --------- | ------------- | ------------------- | ---------- | -------- |
| Sol de América   | 0 - 0     | Guaireña      | Luis Alfonso Giagni | 28 de mayo | 17:45    |
| Guaraní          | 2 - 0     | Cerro Porteño | Rogelio Livieres    | 28 de mayo | 20:00    |
| Sportivo Luqueño | 1 - 3     | Libertad      | Feliciano Cáceres   | 29 de mayo | 17:45    |
| River Plate      | 1 - 2     | Olimpia       | Jardines del Kelito | 30 de mayo | 17:45    |
| 12 de Octubre    | 2 - 2     | Nacional      | Luis Salinas        | 30 de mayo | 20:00    |

### Resultados
| Local \ Visitante | 12O | NAC | CPO | LIB | GUA | OLI | SOL | GRÑ | LUQ | RIV |
| ----------------- | --- | --- | --- | --- | --- | --- | --- | --- | --- | --- |
| 12 de Octubre     | —   | 2–2 | 0–2 | 2–1 | 1–1 | 0–2 | 0–5 | 1–1 | 1–0 | 2–2 |
| Nacional          | 1–1 | —   | 2–0 | 0–3 | 2–0 | 2–1 | 1–0 | 1–3 | 1–0 | 0–1 |
| Cerro Porteño     | 0–1 | 2–2 | —   | 0–3 | 2–1 | 2–0 | 1–0 | 2–2 | 1–0 | 3–0 |
| Libertad          | 3–1 | 1–1 | 2–1 | —   | 1–1 | 0–1 | 1–2 | 2–1 | 2–0 | 2–1 |
| Guaraní           | 2–1 | 2–2 | 2–0 | 1–6 | —   | 0–3 | 2–0 | 0–3 | 0–1 | 2–0 |
| Olimpia           | 2–2 | 1–4 | 2–0 | 0–1 | 2–1 | —   | 3–3 | 0–0 | 4–1 | 5–1 |
| Sol de América    | 0–3 | 1–2 | 1–3 | 0–2 | 1–3 | 0–2 | —   | 0–0 | 0–2 | 1–1 |
| Guaireña          | 0–0 | 1–0 | 0–1 | 1–0 | 0–0 | 1–2 | 2–2 | —   | 3–0 | 0–0 |
| Sportivo Luqueño  | 1–0 | 0–3 | 3–3 | 1–3 | 1–2 | 4–2 | 0–0 | 3–1 | —   | 2–2 |
| River Plate       | 0–2 | 0–0 | 1–1 | 1–3 | 1–4 | 1–2 | 0–2 | 0–1 | 1–0 | —   |

## Goleadores
| Pos. | Jugador               | Club                        | Goles |
| ---- | --------------------- | --------------------------- | ----- |
| 1    | Leonardo Villagra     | Club Nacional               | 10    |
| 2    | Óscar Cardozo         | Club Libertad               | 9     |
| 3    | Mauro Boselli         | Club Cerro Porteño          | 7     |
| 4    | Robert Morales        | Club Cerro Porteño          | 7     |
| 5    | Jorge Recalde         | Club Olimpia                | 7     |
| 6    | Fernando Fernández    | Club Guaraní                | 6     |
| 7    | Carlos Arruá          | Club Nacional               | 6     |
| 8    | Alejandro Silva       | Club Olimpia                | 6     |
| 9    | José Ariel Núñez      | 12 de Octubre Football Club | 5     |
| 10   | Fernando Romero       | Guaireña Fútbol Club        | 5     |
| 11   | Pablo César Velázquez | 12 de Octubre Football Club | 5     |
| 12   | Pablo Zeballos        | Club River Plate            | 5     |
| 13   | José Florentín        | Club Guaraní                | 4     |
| 14   | Cristian Báez         | Club Libertad               | 4     |
| 15   | Julio Enciso          | Club Libertad               | 4     |

## Campeón
|                      |
| Libertad 21.° título |

## Tabla de promedios
El equipo que ocupe el último lugar en esta tabla, descenderá a la Divisional Intermedia; el penúltimo de la misma, disputará una promoción con el cuarto clasificado de la División Intermedia 2021.
- Actualizado el 30 de mayo de 2021.

| Pos  | Club             | Prom  | PTS | PJ | 2019 | 2020 | 2021 |
| ---- | ---------------- | ----- | --- | -- | ---- | ---- | ---- |
| 1.°  | Olimpia          | 2.137 | 203 | 95 | 108  | 62   | 33   |
| 2.°  | Libertad         | 1.947 | 185 | 95 | 85   | 62   | 38   |
| 3.°  | Cerro Porteño    | 1.863 | 177 | 95 | 80   | 69   | 28   |
| 4.°  | Guaraní          | 1.611 | 153 | 95 | 69   | 59   | 25   |
| 5.°  | Nacional         | 1.326 | 126 | 95 | 52   | 44   | 30   |
| 6.°  | Guaireña         | 1.314 | 67  | 51 | -    | 41   | 26   |
| 7.°  | 12 de Octubre    | 1.235 | 63  | 51 | -    | 41   | 22   |
| 8.°  | Sportivo Luqueño | 1.116 | 106 | 95 | 52   | 36   | 18   |
| 9.°  | Sol de América   | 1.116 | 106 | 95 | 57   | 35   | 14   |
| 10.° | River Plate      | 1.074 | 102 | 95 | 52   | 38   | 12   |

 Pos=Posición; Prom=Promedio; PTS=Puntaje total; PJ=Partidos jugados; Dif=Diferencia de goles
|  | Promoción con el cuarto clasificado de la División Intermedia 2021 |
|  | Descendido a la División Intermedia                                |